# 旅順駅

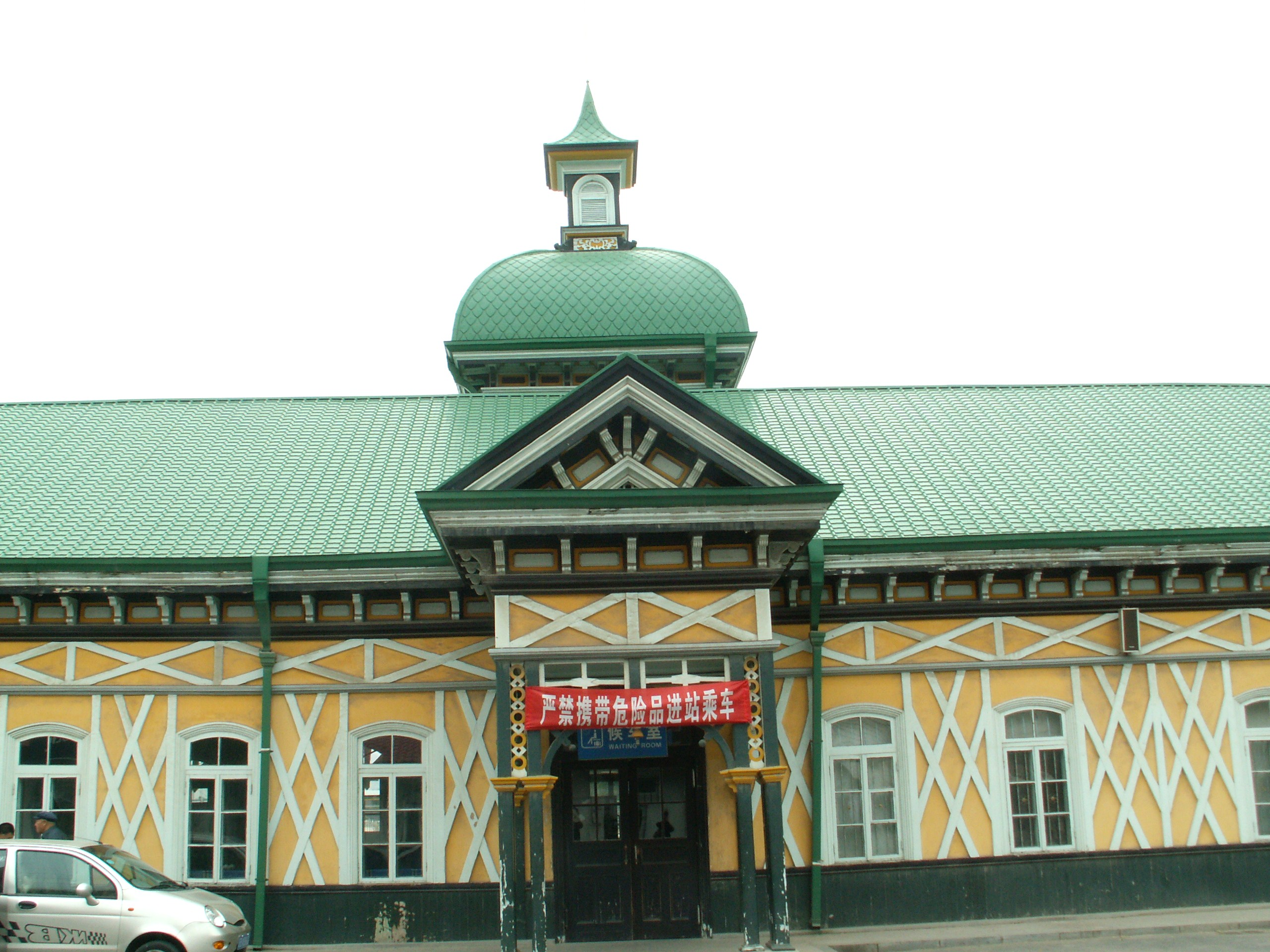
旅順駅の入口

旅順駅（りょじゅんえき、簡体字: 旅顺火车站）は、中国大連市旅順口区にある旅順支線の終着駅。1903年開業、瀋陽鉄路局の管轄する2等駅で旅順軍港のすぐそばにあり、ロシア風の木造建築の駅である。
以前は旅客列車は大連駅より1往復のみの運行があったが、2014年4月21日に廃止となった。

## 利用可能な鉄道路線
- 中華人民共和国鉄道部（中国国鉄）
  - 瀋大線旅順支線

## 駅構造
旅客の乗降設備は駅舎に隣接したホーム1面1線のみで、他に海側に数本の留置線が存在する。
駅構内末端部からは旅順軍港構内に入る線路が延びているが、機回しの際はこの線路の一部を利用して行なう。機回し線とのポイントのすぐ先が公道との交差（遮断機や警報機は存在せず）になっていて道路を横切る形で一時停止して機回し線に戻るため、その際には道路交通を阻害する状態となる。
駅舎内は窓口2つと改札口1箇所で、改札口脇には荷物検査用のX線照射機が備えられている。改札前にはベンチが数脚置かれて待合室を兼ねている。

## 駅周辺
当駅近辺は、旅順の旧市街地であり、多くの歴史的建造物が所在する。また、旅順駅より旅順軍港の埠頭へ引込み線が延びている。旅順駅は2009年6月、外国人立入制限区域ではなくなったが、旅順軍港に隣接することから近隣に多数の軍関連施設が所在するため、降車して付近を不用意に歩くことは難しいと思われる。ただし、かなり緩和され、駅前のホテルに宿泊するツアーもある。
- 旅順軍港公園
- 百鳥園

なお、2006年に当駅から北西方向の渤海側に、長嶺子駅から分岐する渤海鉄道フェリー支線用の旅順西駅が設置された。

## 歴史
- 1898年 ロシアは旅順を租借し、軍港を拡張し東清鉄道の敷設に着手。
- 1900年 ロシア人の設計により駅建築を開始。
- 1903年7月14日 営業開始。
- 1904年 日露戦争により営業休止。
- 1905年 旅順陥落後に日本軍が軍事物資を輸送できるようにロシア式の広軌から狭軌に改めた。
- 1906年 南満州鉄道に移管。
- 1907年 狭軌から標準軌に改軌。
- 1945年 日本の敗戦により、ソ連軍が旅順駅を接収、中ソにて共同運営開始。
- 1952年12月 中国政府の管理下に移る。
- 1985年 歴史的価値のある建造物であることから、大連市文化財保護単位となる。
- 2002年、「大連市重点保護建築（中国語: 大连市重点保护建筑）第1回 [1] に選ばれ、保護されている。
- 2005年 分解して修築。
- 2014年 4月21日、大連間の6331/6332列車が廃止され、当駅発着の旅客列車がなくなった。切符販売窓口のみ存続。

## 隣の駅
中国国鉄
瀋大線旅順支線
龍頭駅 - 旅順駅